# Batalla de Rávena (1512)
La batalla de Rávena del 11 de abril de 1512, librada en el contexto de la guerra de la Liga de Cambrai durante las guerras italianas, enfrentó a las tropas francesas y ferraresas dirigidas por Gastón de Foix contra el ejército de la Santa Liga liderado por Ramón de Cardona, formado por tropas castellano-aragonesas y papales.
Protagonizó la batalla un uso sin precedentes de la artillería móvil por parte de ambos bandos. Los cañones y carros artillados españoles dominaron la batalla junto con su infantería, infligiendo grandes bajas, hasta que el general ferrarés Alfonso I de Este volvió las tornas iniciando un flanqueo con sus propios cañones, golpeando el deficientemente dispuesto orden aliado en su vulnerable caballería. El ejército hispanopapal colapsó y se retiró, aunque el mismo Gastón de Foix fue muerto por la infantería española al tratar de perseguirla.
El encuentro fue uno de los más cruentos de la guerra. Según el historiador Niccolò Capponi, 8.000 aliados y 4.000 franceses perdieron la vida, mientras que Francesco Pandolfini estima que fueron 12.000 y 4.000 muertos respectivamente. Como consecuencia de ello y de la muerte del popular Gastón, los franceses no consiguieron afianzarse en el norte de Italia, de donde deberían retirarse en agosto del mismo año.

## Movimientos previos
En febrero los franceses invadieron el norte italiano con un ejército de 23.000 hombres (incluyendo 8500 lansquenetes), poniendo sitio a Rávena, defendida por 5.000 combatientes. Un ejército hispano-pontificio marchó a liberarla, así que el comandante francés, Gastón de Foix, dejó 2.000 hombres para mantener el asedio y salió al encuentro del enemigo. El cabecilla español, Ramón de Cardona, se mantuvo a la defensiva y ordenó a Pedro Navarro apoyarse en el río Ronco para construir trincheras y obstáculos. Los españoles colocaron al frente una treintena de ingeniosos carros de guerra equipados con largas guadañas y cañones de órgano.

## Batalla
Los franceses formaron un semicírculo con su artillería en los flancos y bombardearon las defensas enemigas. Los aliados respondieron y por tres horas el intercambio de fuego acabó con muchas vidas. La infantería española de Navarro empezó a marchar e hizo retroceder a sus enemigos. El problema para los aliados es que su caballería al mando de Ávalos estaba fuera de sus defensas y por eso pudo cargar sin permiso contra los franceses. Fueron rechazados por la artillería que comandaba Alfonso I, y Foix aprovechó para contraatacar. Fue una de las primeras batallas donde la artillería fue fundamental. Los lansquenetes se lanzaron sobre la infantería española (incluyendo los continos) y esta empezó a retroceder ordenadamente por el río hacia Forli. Foix murió intentando romper la línea de arcabuceros que impedían a los franceses perseguir a sus enemigos y les causaban graves pérdidas.